# Гимназия № 21 имени А.М. Терехова
Гимназия № 21 имени А.М. Терехова — общеобразовательное среднее учебное заведение, расположенное в городе Кемерово. Гимназия основана в 1966 году, как кемеровская средняя школа № 21. Статус лингвистической гимназии получила в 1991 году.